# いずも (護衛艦)
「いずも」(JS Izumo, DDH-183)は、海上自衛隊のヘリコプター搭載護衛艦（DDH）。現在、軽航空母艦への改装中。いずも型護衛艦の1番艦。艦名は令制国の出雲国に由来し、同じ読みの日本艦艇としては旧海軍の出雲型装甲巡洋艦「出雲」に続き二代目、海上自衛隊の護衛艦としては初代である。
全長248.0 mで、艦載機発着用に艦首から艦尾まで全通式の飛行甲板発着用を備え、満載排水量は26,000トン。同じく全通甲板を備えた旧海軍艦艇との比較では、中型航空母艦（正規空母）である「蒼龍」（227.5 m、20,295トン）を上回り、2019年時点、いずも型護衛艦2番艦の「かが」と共に海上自衛隊史上最大の自衛艦である。建造費用は1139億円。海外メディアではヘリ空母と呼称・分類されることが多い。
本記事は、本艦の艦歴について主に取り扱っているため、性能や装備等の概要についてはいずも型護衛艦を参照されたい。

## 艦歴

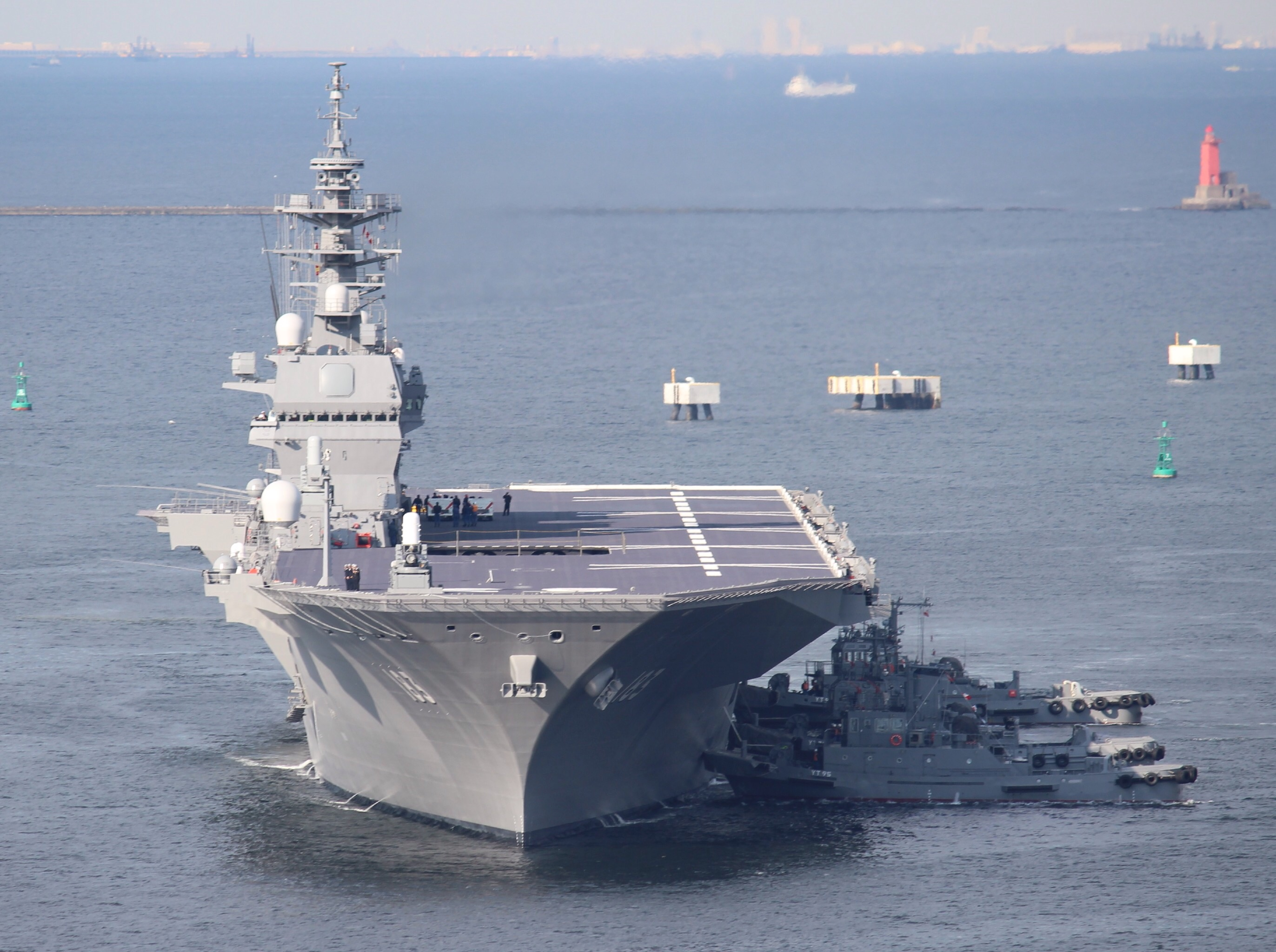
就役直後の「いずも」（22DDH）

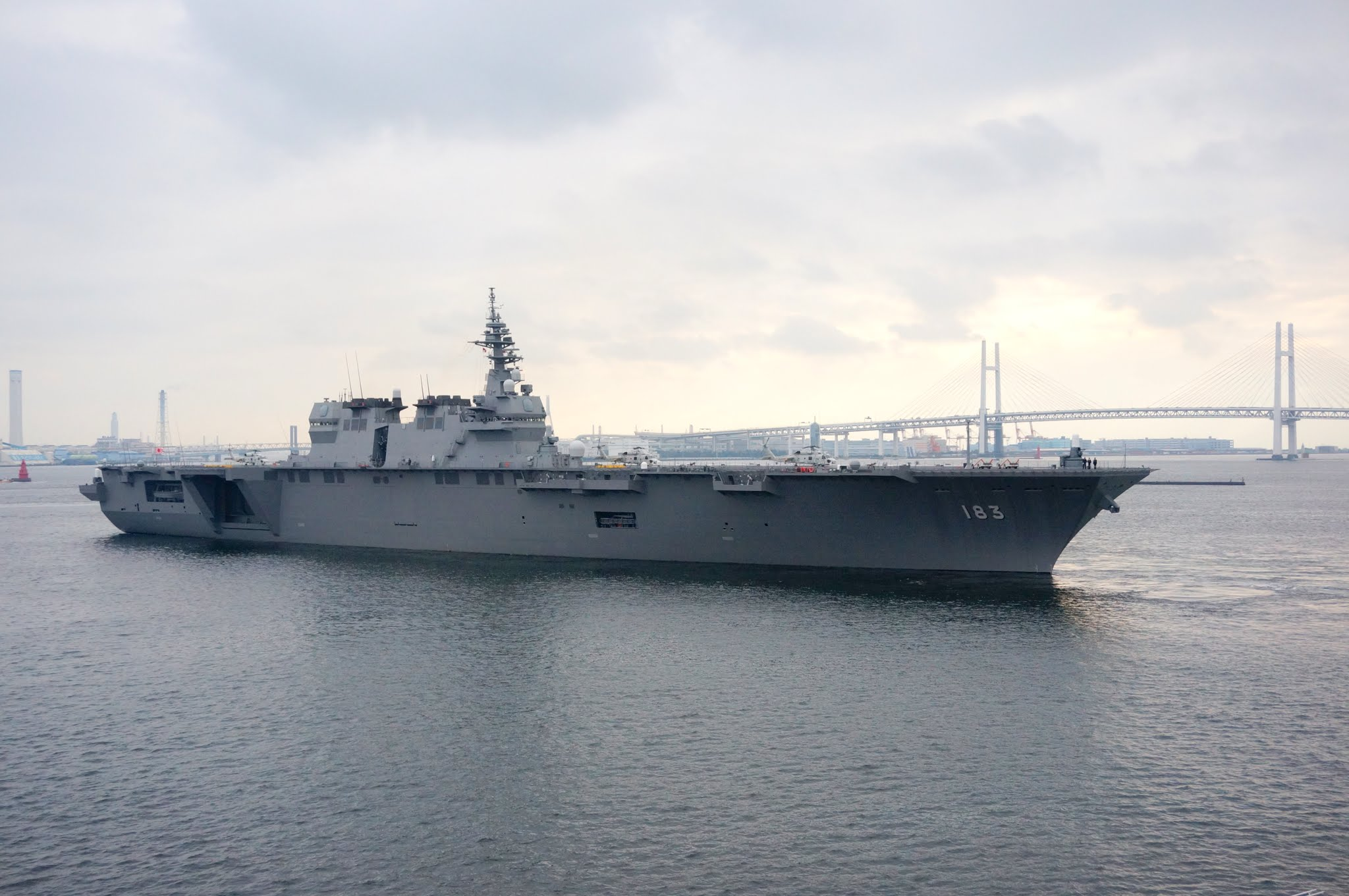
「いずも」と横浜港（2015年10月）

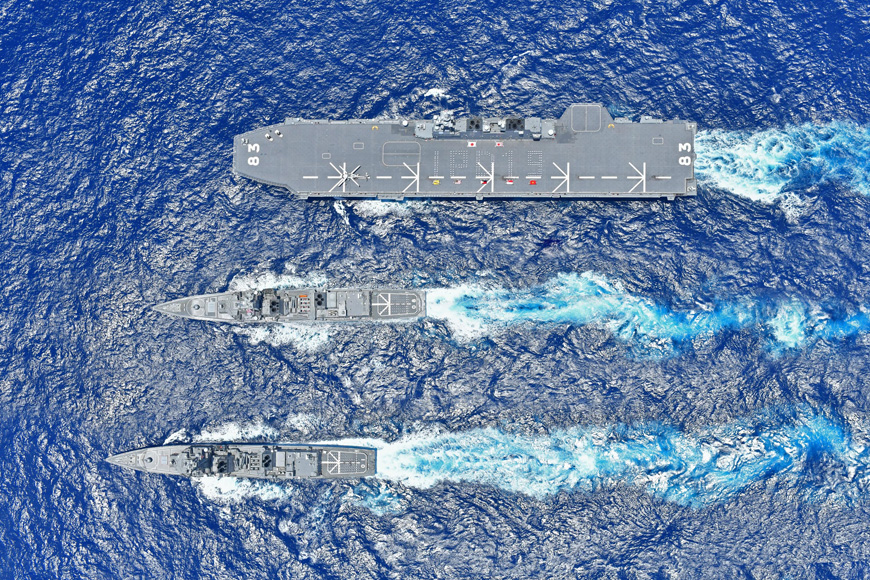
平成31年度インド太平洋方面派遣訓練部隊の「いずも」と「むらさめ」「あけぼの」

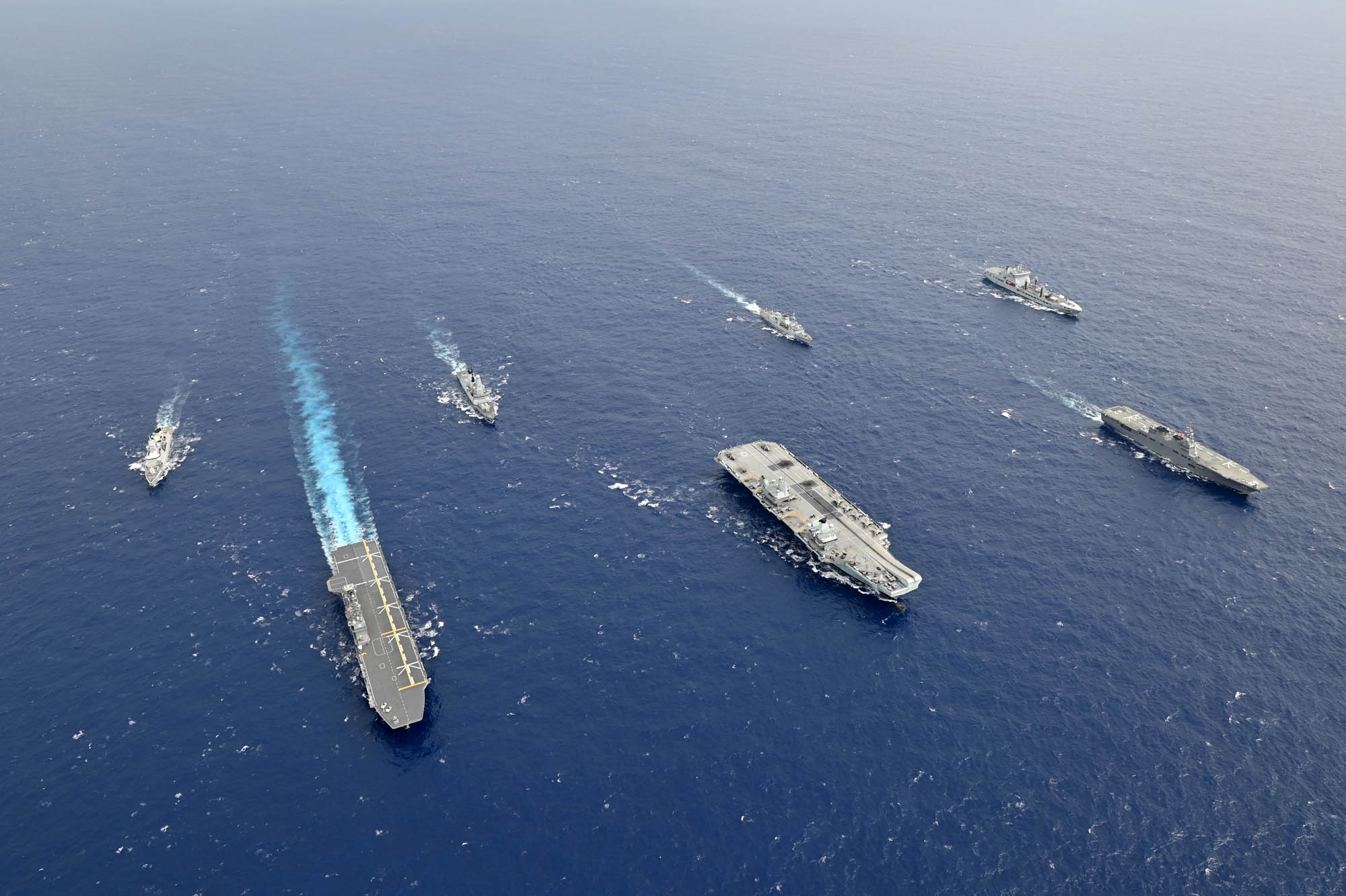
共同訓練を実施中の「いずも」(左)とイギリス海軍空母「クイーンエリザベス」(中央)

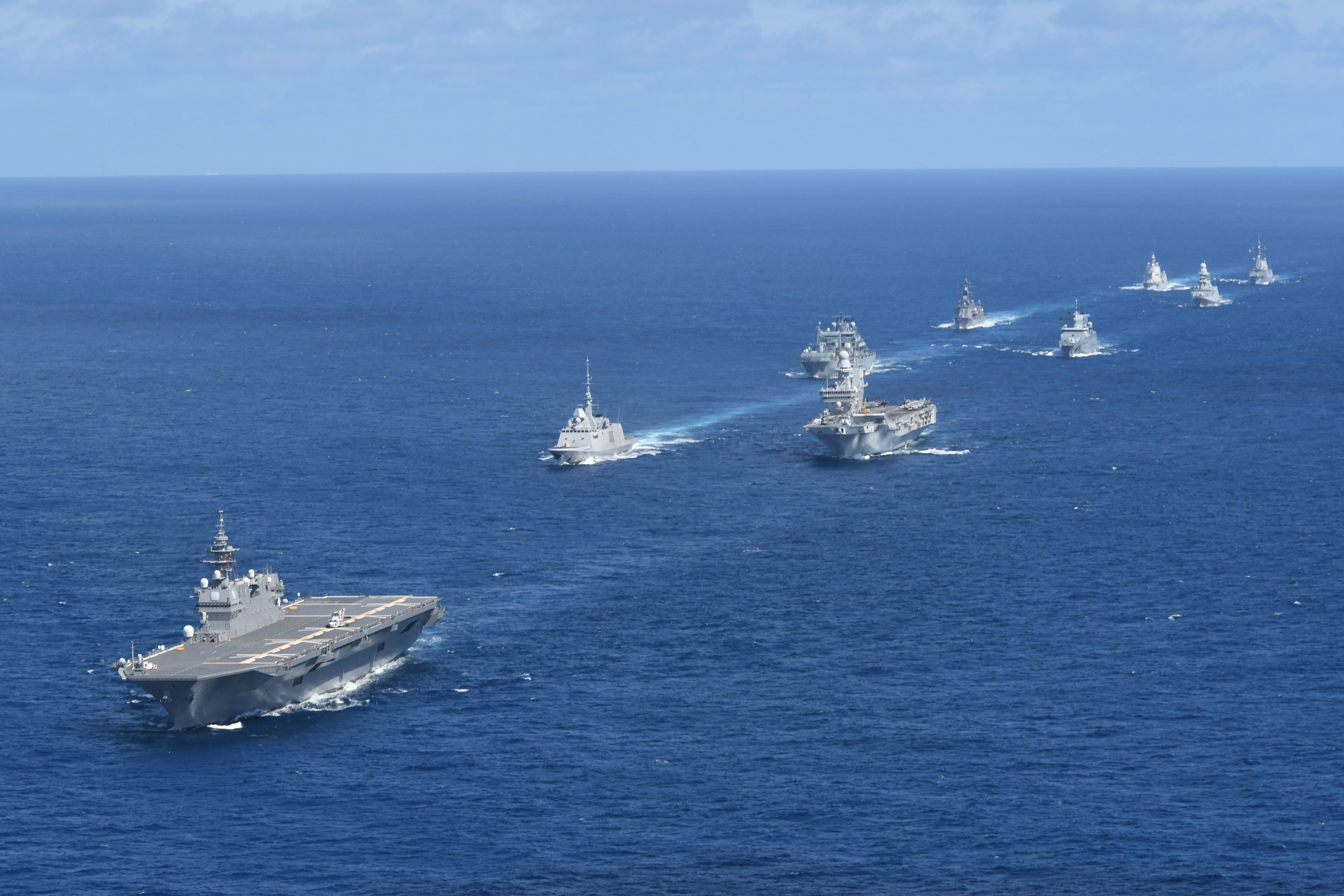
日豪伊独仏共同訓練（ノーブル・レイブン24‐3）において先頭を往く「いずも」と各国艦艇

「いずも」は、平成22年度装備調達計画に基づく平成22年度計画19,500トン型ヘリコプター搭載護衛艦として、ジャパン マリンユナイテッド横浜事業所磯子工場で2012年1月27日に起工され、2013年8月6日に命名・進水、2014年9月22日に公試開始。
2015年3月25日に就役し、第3護衛隊群（舞鶴基地）に編成替えとなった「ひゅうが」に替わり、第1護衛隊群第1護衛隊に編入された。定係港は横須賀。
2016年4月に発生した熊本地震により、就役後初となる災害派遣任務にあたった。任務は被災地支援にあたる陸上自衛隊部隊を輸送するため4月19日に北海道小樽港に入港し、陸上自衛隊北部方面隊第1高射特科団を主力とした隊員約160人と車両40両を積載し、同日出港した。
同年5月26日から5月27日に開催される伊勢志摩サミットの警戒監視のため、護衛艦「いかづち」他6隻とともに名古屋港金城埠頭に入港した。
2017年5月1日、横須賀を出港し、安全保障関連法に基づき、自衛隊の艦船が平時にアメリカ海軍（米国海軍）艦船を守る「米艦防護」を初めて実施した。房総半島沖周辺でアメリカ太平洋艦隊所属のルイス・アンド・クラーク級貨物弾薬補給艦「リチャード・E・バード」と合流し、周辺の警戒、監視にあたりながら航行、3日午前には四国沖の太平洋上で護衛艦「さざなみ」が合同し、防護に加わった。米艦防護は3日午後4時頃、鹿児島県の奄美大島沖で終了した。その後、「さざなみ」及び米国海軍のミサイル駆逐艦2隻とともに、南シナ海で5月7日から10日にかけて陣形・通信などの日米共同訓練を実施。2隻は5月15日にシンガポール共和国及び同国周辺海空域で実施されるシンガポール海軍主催国際観艦式及び多国間洋上訓練に参加し、同月20日には医療活動などを通じて各国が交流を深めるアメリカ軍主導の「パシフィック・パートナーシップ」の一環としてベトナムのカムラン湾に寄港した。6月4日にはフィリピンのスービックにも寄港し、ロドリゴ・ドゥテルテ大統領の視察を受けた。
7月10日から17日までインド（チェンナイ） 及びインド東方海域で実施される日米印共同訓練（マラバール2017）に参加。一連の派遣活動を終えた「いずも」は8月9日に横須賀基地に帰港した。
同年8月31日、横須賀基地逸見岸壁においてテリーザ・メイ英国首相の視察を受けた。日本の防衛大臣、海上幕僚長らも同席した。
同年9月25日午前10時半頃、横須賀基地に停泊中の艦内で海自隊員ら11人が一酸化炭素（CO）中毒になり、病院に搬送された。いずれも軽傷。艦内では民間業者が糞尿をためるタンク内の清掃中だった。
同年12月19日、僚艦「むらさめ」「いかづち」「はたかぜ」及びP-1 (哨戒機)とともに、カナダ海軍ヴィクトリア級潜水艦「シクティミ」(HMCS Chicoutimi) との共同訓練を本州南方海域で実施。
2018年9月8日午前7時20分頃、横須賀基地に停泊中、油圧作動油が海上に流出した。海上保安庁横須賀海上保安部によると、海自はオイルフェンスで拡散を防いでおり、吸着マットで大部分を回収した。航空機用昇降機を使っていたといい、海自は海保に「油圧系の故障と思われる」と通報していた。
同年10月11日より開催された済州国際観艦式に前年10月に韓国から招待を受け、本艦が参加する予定だった。しかし、自衛艦旗である旭日旗に対する韓国世論の近年の批判により、韓国海軍から自衛艦旗の掲揚自粛の要請を受けた。防衛大臣はじめ統合幕僚長、海上幕僚長がこの要請を批判し、到底受け入れられないとコメントを表明、後に韓国側に今回の観艦式への参加を中止することを通達した。
同年10月8日から10月10日にかけて、航空自衛隊および米国海軍と共同訓練を実施した。米国海軍からは空母「ロナルド・レーガン」をはじめミサイル巡洋艦「アンティータム」「チャンセラーズビル」、ミサイル駆逐艦「ベンフォールド」が参加した。
同年12月22日、本州南方海空域において米国海軍及び英国との共同訓練を実施した。海自からは本艦のほか、P-1が参加、米国海軍からはP-8A及び艦艇、英国海軍からはフリゲート「アーガイル」が参加した。
2019年4月に予定されていた本艦の韓国釜山への入港を見送った。韓国周辺海域において各国艦艇による共同訓練を行う予定だったが、韓国海軍による海自機へのレーダー照射事件に加え、韓国側が主張する海自機による威嚇飛行を問題視するなど日韓関係が悪化している中、韓国に派遣できる状況にないと判断した。釜山には入港せず、周辺海域での共同訓練だけに参加することも検討していると報道された。
同年4月30日から7月10日にかけて護衛艦「むらさめ」とともに平成31年度インド太平洋方面派遣訓練に参加。派遣中にブルネイ・ダルサラーム国、マレーシア、フィリピン共和国、シンガポール共和国、 ベトナム社会主義共和国 を訪問し、シンガポールのチャンギ港周辺で実施されるADMMプラス海洋安全保障実動訓練及び同国で行われる国際海洋防衛装備展示会（IMDEX)）Asia2019に参加する。
進出途上の5月3日から9日にかけて九州西方から南シナ海に至る海空域において米国海軍、インド海軍及びフィリピン海軍と共同巡航訓練を実施した。参加部隊は、米国海軍ミサイル駆逐艦「ウィリアム P．ローレンス」、インド海軍ミサイル駆逐艦「コルカタ」及び補給艦「シャクティ」、フィリピン海軍フリゲート「アンドレス・ボニファシオ」。 
5月19日から22日にはスマトラ島西方海空域のインド洋においてフランス海軍、オーストラリア海軍及び米海軍と日仏豪米共同訓練（ラ・ペルーズ）を実施。参加艦艇はフランス海軍原子力空母「シャルル・ド・ゴール」、ミサイル駆逐艦「フォルバン」、フリゲート「プロヴァンス」「ラトゥーシュ・トレヴィル」、補給艦「マルヌ」、オーストラリア海軍フリゲート「ツゥーウムバ」、潜水艦、アメリカ海軍ミサイル駆逐艦「ウィリアム P．ローレンス」。
6月26日には、ブルネイ沖で日本の海上保安庁巡視船「つがる」とヘリ発着艦など共同訓練を実施した。
これに前後して、5月23～24日にアンダマン海においてインド海軍と、同29日にマレー半島南西岸でマレーシア海軍と、南シナ海では6月10～12日および19～20日にアメリカ海軍と、13～15日にカナダ海軍と、同17日にベトナム海軍と、同26日にブルネイ海軍と、同28日にはスールー海でフィリピン海軍と共同訓練を重ねるとともに、各国に寄港した。また、この航海では陸上自衛隊水陸機動団隊員が乗り組んで長期洋上活動の訓練を行った。
上記訓練の合間、シンガポールで5月14日から16日にかけて開催された国際海洋防衛装備展示会に参加した。その際に実施した一般公開で、見学者が艦内部の昇降機内に2時間程閉じ込められるトラブルが発生した。
2021年9月8日から9日にかけて関東東方の海空域において、護衛艦「いせ」とともに英国海軍空母打撃群（CSG21：空母「クイーン・エリザベス」、駆逐艦「ディフェンダー」、補給艦「タイドスプリング」「フォートビクトリア」）およびオランダ海軍フリゲート「エファーツェン」、カナダ海軍フリゲート「ウィニペグ」、イギリス軍とアメリカ海兵隊のF-35B戦闘機）と日英米蘭加共同訓練（PACIFIC CROWN 21‐4）を実施する。
2021年10月3日、固定翼戦闘機F-35B（アメリカ海兵隊岩国基地所属機）の発着艦試験に成功した。
同年12月15日、海上自衛隊は東シナ海の男女群島から西約350 kmにおいて、同海域を南東進する中国人民解放軍海軍の空母「遼寧」、レンハイ級ミサイル駆逐艦1隻、ジャンカII級フリゲート1隻及びフユ級高速戦闘支援艦1隻の計4隻を確認、4隻は沖縄本島と宮古島との間の海域を南下して太平洋へ向けて航行し、東シナ海及び太平洋において艦載ヘリの発着艦を実施、北大東島の東約300 kmの海域においてルーヤンⅢ級ミサイル駆逐艦1隻、ジャンカイII級フリゲート1隻と合流し、同海域及び沖大東島の南東約315 kmの海域において「遼寧」の艦載戦闘機及び艦載ヘリの発着艦を実施、ジャンカイII級フリゲート1隻と分離した後、同年12月25日午前0時頃に沖縄本島と宮古島との間の海域を北西進し、東シナ海へ抜けた。この間、護衛艦「あきづき」、第4航空群所属P-1及び第5航空群所属P-3C、緊急発進した航空自衛隊の戦闘機と共同して所要の情報収集・警戒監視を行った。
2022年5月1日午後0時頃、海上自衛隊は、男女群島の西約350 kmの海域において、同海域を南進する中国海軍空母「遼寧」、レンハイ級ミサイル駆逐艦1隻、ルーヤンIII級ミサイル駆逐艦3隻及びフユ級高速戦闘支援艦1隻を確認した。また、同日午後6時頃、沖縄本島の北西約480 kmの海域において、同海域を東進する中国海軍ジャンカイII級フリゲート1隻を、2日午前6時頃、大正島（沖縄県）の北約160 kmの海域において、同海域を南進する中国海軍ルーヤンII級ミサイル駆逐艦1隻を確認した。その後、これら8隻の艦艇が沖縄本島と宮古島との間の海域（宮古海峡）を南下し、太平洋へ向けて航行したことを確認した。また、東シナ海において艦載ヘリの発着艦を確認した。防衛省・自衛隊は、本艦と第4航空群所属P-1及び第5航空群所属P-3Cにより、所要の情報収集・警戒監視を行った。5月3日正午頃にも「遼寧」、ルーヤンII級ミサイル駆逐艦3隻、ルーヤンII級ミサイル駆逐艦1隻、ジャンカイII級フリゲート1隻及びフユ級高速戦闘支援艦1隻の計7隻が、沖大東島の南西約160 kmの海域において航行していることを確認した。また、正午頃から午後6時頃にかけて、「遼寧」の艦載戦闘機及び艦載ヘリの発着艦を確認、その後5月10日まで、昼夜を問わず毎日「遼寧」の艦載戦闘機及び艦載ヘリの発着艦が確認され、護衛艦「てるづき」と共同して情報収集・警戒監視を行った。「遼寧」の艦載戦闘機及び艦載ヘリの発着艦は以後5月12日まで毎日行われたが、その情報収集・警戒監視は「てるづき」が行った。
同年6月13日、令和4年度（2022年度）インド太平洋方面派遣（IPD22：Indo-Pacific Deployment 2022）に参加するため、護衛艦部隊第1水上部隊として護衛艦「たかなみ」及び搭載航空機3機とともに横須賀を出港した。
同年6月19日から24日にかけて、太平洋において、日米豪共同訓練(NOBLE PARTNER 22)を実施した。米海軍からは空母「エイブラハム・リンカーン」、巡洋艦「モービル・ベイ」、駆逐艦「グリッドレイ」「サンプソン」「スプルーアンス」が、オーストラリア海軍からは強襲揚陸艦「キャンベラ」、フリゲート「ワラマンガ」、補給艦「サプライ」が参加し、各種戦術訓練（防空戦等）を実施した。翌25日には米補給艦「ヘンリー・Ｊ・カイザー」と日米共同訓練（ILEX22‐2）を実施した。6月27日、ハワイ周辺海空域において、フランス領ポリネシア駐留フランス軍フリゲート「プレリアル」と日仏共同訓練（オグリ・ヴェルニー22‐4）を実施した。
同年6月29日から8月4日にかけて、ハワイ諸島及び同周辺海空域等において実施される米海軍主催多国間共同訓練（RIMPAC2022）に参加する。自衛隊からはほかに第3航空隊のP-1哨戒機1機と陸上自衛隊西部方面隊が参加し、 各種戦術訓練（各種戦訓練、ミサイル射撃訓練等）及びHA/DR（Humanitarian Assistance / Disaster Relief：人道支援・災害救援）を実施する。
8月5日、ハワイ周辺海空域においてメキシコ海軍フリゲート「ベニート・フアレス」、揚陸艦「ウスマシンタ」と日メキシコ親善訓練を実施。8月7日には米海軍補給艦「ペコス」と日米共同訓練（ILEX22‐6）を実施。8月9日にカナダ海軍フリゲート「ウィニペグ」、ニュージーランド海軍補給艦「アオテアロア」と日加新共同訓練を実施した。
同年8月21日から29日にかけて、グアム島及び同周辺海空域において日米豪韓加共同訓練（PACIFIC VANGUARD22）を実施した。日本側は本艦のほか、護衛艦「たかなみ」、潜水艦、P-1哨戒機、UP-3D多用機、陸上自衛隊水陸機動団等。米海軍からは潜水艦、貨物弾薬補給艦「アメリア・イアハート」、P-8A哨戒機、EA-18G電子戦機。米海兵隊は第3海兵機動展開部隊第5航空艦砲連絡中隊。オーストラリア海軍からは駆逐艦「シドニー」、フリゲート「パース」。韓国海軍駆逐艦からは「セジョン・デワン」「ムンム・デワン」。カナダ海軍はフリゲート「バンクーバー」が参加し、対水上射撃訓練、対地射撃訓練、対水上戦訓練及び対潜戦訓練等、各種戦術訓練を実施した。同年8月30日から9月7日にかけて、グアム周辺から南シナ海の訓練海空域において、日米加共同訓練（ノーブル・レイヴン22）に参加した。米海軍駆逐艦「ヒギンズ」、補給艦「ラパハノック」「ジョン・エリクソン」、カナダ海軍フリゲート「バンクーバー」が参加し、各種戦術訓練を実施した。
同年9月11日から9月17日にかけて、アンダマン海からベンガル湾の海空域において実施された日印共同訓練（JIMEX2022）に参加し、インド海軍駆逐艦「ランヴィジェイ」、フリゲート「サヒャドリ」、コルベット「カドマット」「カヴァラッティ」、哨戒艦「スカーニャ」、補給艦「ジョティ」、潜水艦、P-8I、MIG-29K、DORNIER-228等と各種戦術訓練（対空射撃訓練、対水上射撃訓練、対潜戦訓練、防空戦訓練、洋上補給等）を実施した。同年9月21日から23日にかけて、マレーシア沖からシンガポール沖に至る海空域において、カナダ海軍フリゲート「ウィニペグ」と日加共同訓練（KAEDEX22）を実施し、引き続き9月23日から10月1日には南シナ海の海空域において日米加共同訓練（ノーブル・レイヴン22‐2）を実施した。参加艦艇は本艦と「たかなみ」、カナダ海軍フリゲート「ウィニペグ」に加え、海自潜水艦、米海軍駆逐艦「ヒギンズ」、補給艦「ビッグ・ホーン」が参加し、各種戦術訓練を実施した。10月5日、「たかなみ」とともに115日間にわたる派遣を終え帰国した。
2023年5月18日、横須賀に停泊中にG7広島サミット出席のため来日したリシ・スナク英国首相が井野俊郎防衛副大臣とともに来艦し、甲板上で儀仗隊による栄誉礼で迎えた。
同年5月31日、令和5年度インド太平洋方面派遣（IPD23）に参加するため横須賀を出港した。第1水上部隊として護衛艦「さみだれ」「しらぬい」及び搭載航空機4機とともに「自由で開かれたインド太平洋」の実現に資するべく、インド太平洋地域の各国海軍等との共同訓練等を実施する予定。同年6月8日から10日にかけて、「さみだれ」とともに米海軍「ロナルド・レーガン」及び「ニミッツ」空母打撃群、B-52戦略爆撃機、フランス海軍フリゲート「ロレーヌ」と沖縄東方海域において日米仏共同訓練を実施した。引き続き6月10日から14日には「ロナルド・レーガン」空母打撃群、カナダ海軍フリゲート「モントリオール」、フランス海軍フリゲート「ロレーヌ」と沖縄南方海域から南シナ海に至る海空域において、日米加仏共同訓練を実施した。6月14日から6月19日にかけて、南シナ海において米海軍駆逐艦「ラファエル・ペラルタ」、カナダ海軍フリゲート「モントリオール」と日米加共同訓練（ノーブル・レイブン23）を実施した。20日にはベトナムのカムラン湾国際港に「さみだれ」とともに寄港し、同国政府関係者や日本のマスメディアを招いて艦内見学や記者会見を、第1護衛隊群司令の西山高広海将補が行なった。23日に出港後、ベトナム人民海軍フリゲート「リータイトー」と日越親善訓練を実施した。6月24日・25日、南シナ海において、オーストラリア海軍フリゲート「アンザック」及びオーストラリア空軍P-8Aと対水上戦、対空戦、LINKEX等の日豪共同訓練（トライデント23）を実施した。同年7月20日から8月4日にかけて、IPD23第2水上部隊の「しもきた」・LCAC2隻とともに、オーストラリア連邦クイーンズランド州ミッジポイント及びスタネージ並びに同周辺海空域において実施される米豪主催多国間共同訓練（タリスマン・セイバー23）に参加した。参加部隊は他に、陸上自衛隊水陸機動団・第1ヘリコプター団、米海軍強襲揚陸艦「アメリカ」、ドック型輸送揚陸艦「グリーンベイ」・「ニューオーリンズ」、米海兵隊第31海兵機動展開部隊等が参加し、水陸両用作戦訓練を実施した。同年8月24日、「さみだれ」とともにマニラ周辺訓練海空域において実施された日米豪比共同訓練に参加した。他に米海軍沿海域戦闘艦「モービル」、オーストラリア海軍強襲揚陸艦「キャンベラ」、フリゲート「アンザック」、オーストラリア空軍F-35A、フィリピン海軍揚陸艦「ダバオ・デル・スール」が参加し、洋上補給、PHOTOEXを実施した。
同年9月5日・6日、沖縄南方訓練空海域において「さみだれ」、潜水艦（IPD23潜水艦部隊）とともに日米加共同訓練（ノーブル・スティングレイ）に参加した。米海軍駆逐艦「ラルフ・ジョンソン」、カナダ海軍フリゲート「オタワ」が参加し、各種戦術訓練（対潜戦等）、PHOTOEXを実施した。同年9月12日、横須賀基地に帰国した。
2024年6月3日、インド太平洋方面派遣第2水上部隊として横須賀を出港した。同年6月16日、パラオ沖において海上保安庁練習船「こじま」と共同訓練を実施した。訓練項目は通信訓練およびPHOTOEX。同年6月21日、グアム沖の訓練海空域において米海軍駆逐艦「ラファエル・ペラルタ」と日米共同訓練（ノーブル・レイヴン24‐2）を実施した。訓練項目は各種戦術訓練（LINKEX）、人員交流及びPHOTOEX。
同年8月27日から8月29日にかけて、関東南方から沖縄東方に至る訓練海空域おいて実施された日豪伊独仏共同訓練（ノーブル・レイブン24‐3）に参加した。海自からは護衛艦「おおなみ」、潜水艦、P-1が参加したほか、オーストラリア海軍駆逐艦「シドニー」 、イタリア海軍空母「カブール」、フリゲート「アルピーノ」、 哨戒艦「ライモンド・モンテクッコリ」 、ドイツ海軍フリゲート「バーデン＝ヴュルテンベルク」、補給艦「フランクフルト・アム・マイン」、フランス海軍フリゲート「ブルターニュ」が参加し、各種戦術訓練（対空戦、実艦的対潜訓練、CROSS DECK等）及び PHOTOEXを実施した。

## 歴代艦長
| 代       | 氏名     | 在任期間              | 出身校・期        | 前職                                                | 後職                                                 | 備考     |
| 艤装員長 | 艤装員長 | 艤装員長              | 艤装員長          | 艤装員長                                            | 艤装員長                                             | 艤装員長 |
| -------- | -------- | --------------------- | ----------------- | --------------------------------------------------- | ---------------------------------------------------- | -------- |
| -        | 吉野 敦  | 2013.8.6 - 2015.3.24  | 広修大・ 36期幹候 | おおなみ艦長 →2013.3.22 護衛艦隊司令部付            | いずも艦長                                           |          |
| 艦長     |          |                       |                   |                                                     |                                                      |          |
| 01       | 吉野 敦  | 2015.3.25 - 2016.3.27 | 広修大・ 36期幹候 | いずも艤装員長                                      | 護衛艦隊司令部勤務                                   |          |
| 02       | 甲斐義博 | 2016.3.28 - 2018.4.1  | 防大31期          | 統合幕僚学校教育課 第1教官室学校教官                | 佐世保海上訓練指導隊司令                             |          |
| 03       | 本山勝善 | 2018.4.2 - 2020.8.27  | 防大34期          | 海上幕僚監部総務部総務課渉外班長                    | 護衛艦隊司令部勤務 →2020.12.1 水上戦術開発指導隊司令 |          |
| 04       | 川内健治 | 2020.8.28 - 2022.1.11 | 防大34期          | 海上訓練指導隊群司令部首席幕僚                      | 護衛艦隊司令部勤務 →2022.2.2 水上戦術開発指導隊司令  |          |
| 05       | 小城尚徳 | 2022.1.12 - 2023.3.30 | 防大38期          | かしま艦長 →2021.11.29 護衛艦隊司令部勤務           | 水上戦術開発指導隊司令                               |          |
| 06       | 城 武昌  | 2023.3.31 - 2024.5.12 | 防大37期          | 第1海上訓練支援隊司令 →2023.3.27 護衛艦隊司令部勤務 | 護衛艦隊司令部勤務 →2024.6.20 第2護衛隊司令          |          |
| 07       | 石寺隆彦 | 2024.5.13 -           | 防大39期          | きりしま艦長                                        |                                                      |          |

## 艦名
命名される前は、平成22年度（2010年度）予算で建造される護衛艦であることから、年度にヘリコプター護衛艦を意味する記号の「DDH」を付け、「22DDH」と呼ばれていた。
命名・進水式で艦名が公表されることになっていたが、式についての案内を記載した海上幕僚監部の2013年7月16日のプレスリリースにおいて、黒塗りしていた本艦の艦名がパソコン上の操作によって見られる状態になっていた。海幕はミスに気づいて当該文書ファイルをすぐに差し替えた。
本艦の艦名においては、旧海軍の戦艦に使用されていた「長門」の名前を継ぐ「ながと」を推す声もあったが、日本国内外で波紋を呼ぶ可能性があることから見送られた。なお、旧海軍の艦船では装甲巡洋艦「出雲」があり、「いずも」の艦内には装甲巡洋艦「出雲」との比較図が飾られている。一部の中国メディアは、装甲巡洋艦「出雲」が日中戦争時に第三艦隊旗艦として上海に派遣された経歴のある艦であったことを理由に、この命名を批判的に報じた。

## その他

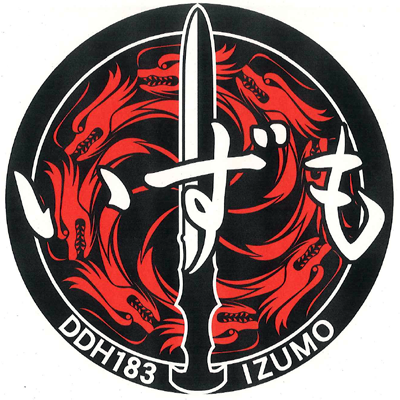
「いずも」ロゴマーク

艦内神社は艦名にちなんで出雲大社が勧請され、賽銭箱も置かれている。
命名後に「いずも」のロゴマークが公募され、「ヤマタノオロチと天叢雲剣」をモチーフにしたものが選出された。
海上自衛隊としては初となる衛生士が配属された（衛生員は以前より存在していた）。初配置された衛生士は女性であり、准看護師と臨床検査技師の資格を持ち、部下として看護師、診療放射線技師、救急救命士の資格を持つ衛生員が乗艦した。

### 横須賀停泊中のドローン接近・撮影
横須賀停泊中の「いずも」上空を後方から前方へ航過した小型無人航空機（ドローン）で撮影したと称する約20秒の動画が2024年3月26日に中国の動画投稿サイトで公開され、防衛省が捏造の可能性を含めて調査した結果、同年5月9日に実際に撮影された可能性が高いとの分析結果を発表した。横須賀基地上空は小型無人機等飛行禁止法により無許可でドローンを飛ばすことができない。海自は平時から電波を検知するなどして監視・警戒していたが、ドローン侵入を防ぐことはできなかった。

## 空母化構想

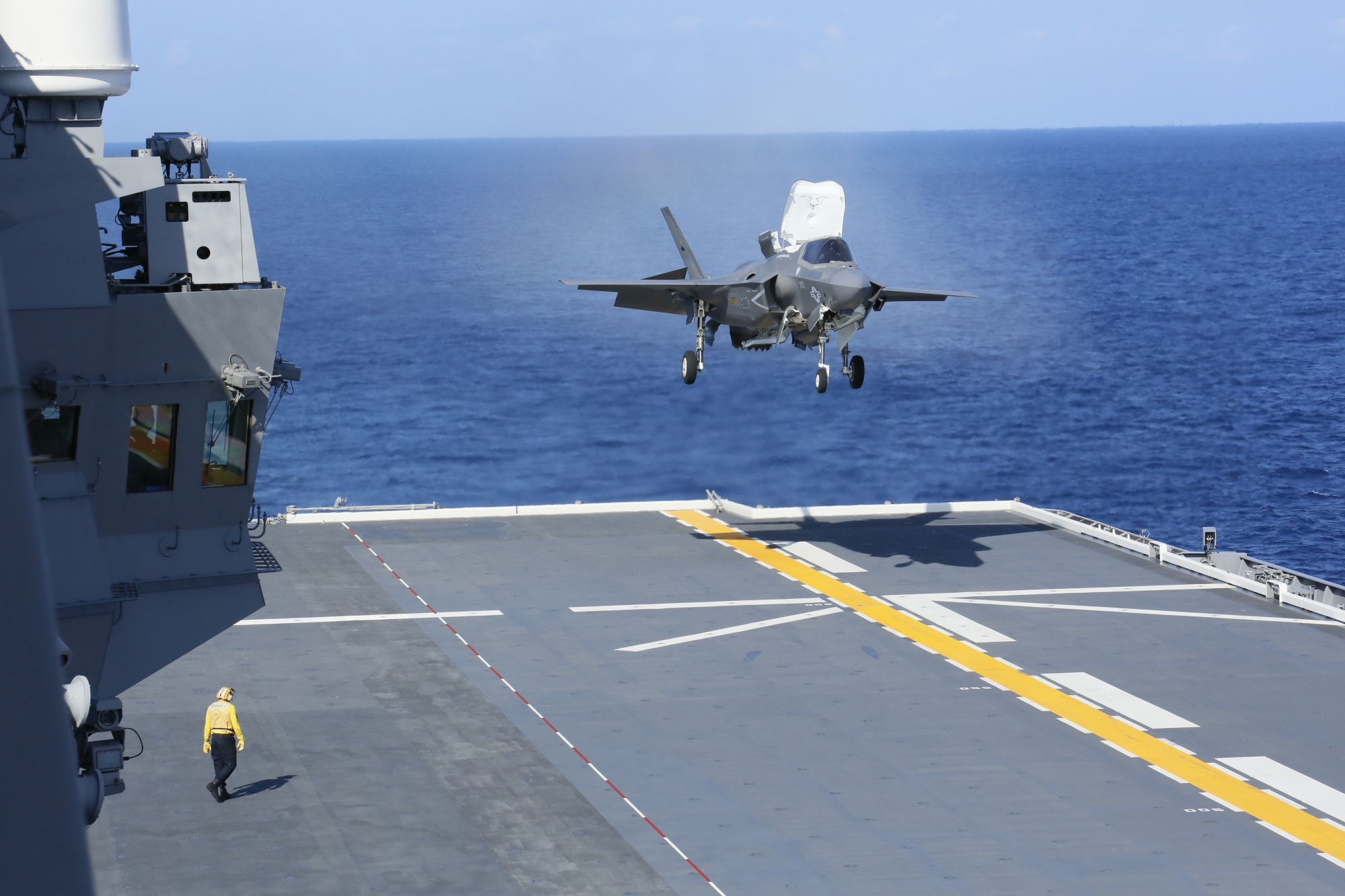
アメリカ海兵隊のF-35B戦闘機による発着艦検証作業（2021年10月3日）

「いずも」にF-35Bを搭載できるよう、2020年度防衛予算に甲板などの改修費31億円が初めて計上された。また、「いずも」に搭載予定のF-35Bを米国から42機購入することを決めた。
「いずも」の改修は、まず2020年度分としてF-35Bの発着艦を可能にするための甲板の耐熱強化や電源設備の設置などの改修が行われ、2021年6月25日に横須賀へと帰還した。甲板にはアメリカ海軍の規定に準拠したF-35B離着陸用の黄色のセンターラインが引かれるなど、外見の変化が見られた。
その他、F-35Bを安全に運用するための艦首形状を四角形に変更する改修工事や、艦内区画の整備などは、2024年度末から始まる2度目の改修で実施される予定になっている。カタパルト（射出機）や「スキージャンプ台」と呼ばれる傾斜滑走路を設置する予定はない。
防衛省は2021年8月31日、令和4年度防衛予算編成に向け、「いずも」と「かが」にF-35Bを搭載できるよう、いずも型護衛艦改修費として67億円を概算要求した。内訳は「いずも」の着艦誘導装置を先行取得するための費用が36億円、アメリカ軍からの技術支援経費が12億円、「かが」の航空管制室の視認性を高めるための工事経費が13億円などとなっている。アメリカ海軍とレイセオン社が共同開発した全天候型着艦誘導システム「ジェイパルス（JPALS：Joint Precision Approach and Landing System）」の搭載が予定されている。なお、令和4年度予算においては「いずも」の分に限られ計上されている。
アメリカ海兵隊総司令官デビッド・バーガー海兵隊大将は2021年9月1日、アメリカ海兵隊のF-35Bステルス戦闘機が同年11月までに「いずも」で発着艦試験を実施することを明らかにした。バーガー総司令官は、アメリカのシンクタンクである戦略国際問題研究所（CSIS）とアメリカ海軍協会（USNI）が主催するオンライン対話で述べた。
防衛省は2021年10月5日、アメリカ海兵隊岩国航空基地の第242海兵戦闘攻撃飛行隊“Bats”所属のF-35Bステルス戦闘機2機が3日に護衛艦「いずも」にて発着艦試験を実施したと発表した。実施海域は四国沖で、海上自衛隊の艦艇にF-35Bが発着艦するのは初めてであり、日本艦艇における固定翼機の発着艦も第二次世界大戦後初となる。
岸田文雄内閣は2021年12月24日、令和4年度（2022年度）防衛予算編成で「いずも」と「かが」にF-35Bを搭載できるようにする改修費として61億円を計上し、閣議決定した。内訳は「いずも」の着艦誘導装置を先行取得するための費用が36億円、アメリカ軍からの技術支援経費が12億円、「かが」の航空管制室の視認性を高めるための工事経費が13億円となり、いずれも2021年8月公表の概算要求額が満額認められた。